# Paul Geary
Paul Geary (Medford, 24 luglio 1961) è un batterista statunitense.
È noto per aver suonato negli Extreme nel periodo di maggior successo commerciale. Venne sostituito nel 1994 da Mike Mangini durante le registrazioni dell'album Waiting for the Punchline. Da allora ha intrapreso una carriera come manager per diversi gruppi musicali, tra cui Godsmack, Cold, Smashing Pumpkins, The 88, Fuel, Alter Bridge, Creed, e gli stessi Extreme.
È anche co-proprietario di un ristorante italiano a nord di Boston, chiamato "Tresca".

## Discografia

### Album in studio
- Extreme (1989)
- Extreme II: Pornograffitti (1990)
- III Sides to Every Story (1992)
- Waiting for the Punchline (1995)

### Raccolte
- The Best of Extreme - An Accidental Collication of Atoms? (2000)
- 20th Century Masters - The Millennium Collection: The Best of Extreme (2002)